# Río Chandless
El río Chandless es un río amazónico, uno de los principales afluentes del río Purus, que nace en el Perú y, tras un corto recorrido, discurre por el estado brasileño de Acre. Tiene una longitud total de 370 km.

## Geografía
El río Chandless nace en el Perú, en el departamento de Madre de Dios, cerca de las fuentes del río Yaco, y discurre en dirección noreste. Cruza la frontera brasileña y se interna en el estado de Acre, bordeando en su curso bajo el territorio indígena de Alto Purus y desembocando en el río Purus en la localidad de Terra Nova. Su curso atraviesa los municipios brasileños de Manoel Urbano y Santa Rosa do Purus .

## Historia
Lleva su nombre en honor del explorador inglés William Chandless, que en la década de 1860 reconoció el río Purus y sus tributarios. Los diarios de estas expediciones fueron publicados en 1866 por la Royal Geographical Society de Londres con el título,  Ascent of the River Purus.